# Don't Tell a Soul
Don't Tell a Soul je šesté studiové album americké skupiny The Replacements. Vydáno bylo 1. února roku 1989 společností Sire Records a jeho producentem byl spolu se členy kapely Matt Wallace. Jde o první album kapely, na němž se podílel kytarista Slim Dunlap. Nahrávání alba probíhalo ve studiu Cherokee Studios v Los Angeles.

## Seznam skladeb
| Pořadí | Název                       | Délka |
| ------ | --------------------------- | ----- |
| 1.     | Talent Show                 | 3:32  |
| 2.     | Back to Back                | 3:22  |
| 3.     | We'll Inherit the Earth"    | 4:22  |
| 4.     | Achin' to Be                | 3:42  |
| 5.     | They're Blind               | 4:37  |
| 6.     | Anywhere's Better Than Here | 2:49  |
| 7.     | Asking Me Lies              | 3:40  |
| 8.     | I'll Be You                 | 3:27  |
| 9.     | I Won't                     | 2:43  |
| 10.    | Rock 'N' Roll Ghost         | 3:23  |
| 11.    | Darlin' One                 | 3:39  |

## Obsazení
- Paul Westerberg – zpěv, kytara, harmonika
- Tommy Stinson – baskytara
- Chris Mars – bicí, perkuse
- Slim Dunlap – kytara, mellotron, klávesy
- Chris Lord-Alge – klavír, syntezátory